# مصنع القطن
مصنع القطن مبنى يضم آلات الغزل والنسيج لإنتاج الخيوط أو القماش من القطن، وهو منتج مهم خلال الثورة الصناعية في تطوير نظام المصنع.

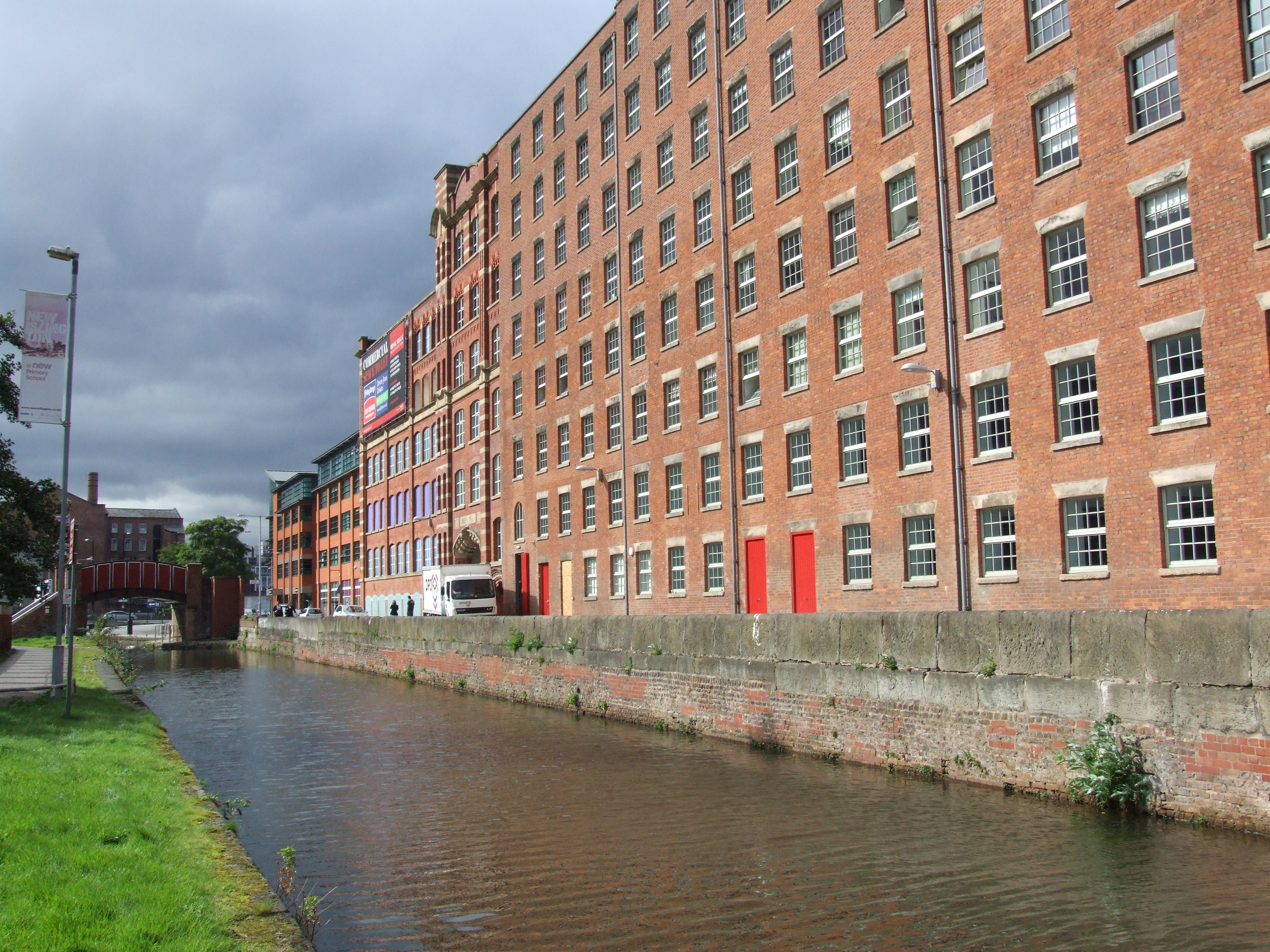
مصانع الغزل في آنكوتس، مانشيستر، إنجلترا – تمثيل لمدينة تسود فيها المصانع

مع أن بعضها كانت مدفوعة بقوة الحيوانات، فإن معظم الطواحين المبكرة بنيت في المناطق الريفية عند الأنهار والجداول سريعة التدفق باستخدام عجلات المياه لتوليد الطاقة. أدى تطوير بولتون وواط لمحركات بخارية قابلة للتطبيق من عام 1781 إلى إنتاج طواحين أكبر تعمل بالبخار ما سمح لها بالتركيز في مطاحن المدن الحضرية، مثل مانشيستر، التي كان لديها مع سالفورد المجاورة أكثر من 50 مطحنة بحلول عام 1802.
كان لميكنة عملية الغزل في المصانع الأولى دور رئيسي في تطور صناعة الأدوات الآلية، ما مكَّن بناء مصانع قطن أكبر. طُورت شركات محدودة لبناء مصانع، وأنشئت طوابق التجارة لبورصة القطن في مانشيستر، مدينة تجارية واسعة. ولّدت المطاحن فرص العمل، واستقطبت العمال من المناطق الريفية إلى حد بعيد، ووسعت سكان المناطق الحضرية. ولقد وفرت دخلًا للفتيات والنساء. واستخدمت عمالة الأطفال في المطاحن، وأدى نظام المصانع إلى عمالة منظمة. أصبحت الظروف السيئة موضع نقد، وفي إنجلترا، كُتبت قوانين المصانع لتنظيمها.
نُسخت مطحنة القطن، التي كانت في الأصل ظاهرة لانكشاير، في نيو إنجلاند ولاحقًا في الولايات الجنوبية الأمريكية. في القرن العشرين، فقدت شمال غرب إنجلترا تفوقها لصالح الولايات المتحدة،  ثم اليابان ثم الصين.

## أسلوب البناء

### البناء المقاوم للحرائق
كانت مطاحن القطن عرضة لمخاطر الحرائق الهائلة، حيث يمكن لألياف القطن في الهواء أن تشكل خليطًا متفجرًا في داخلها قد يشعله الغاز. بُنيت أولى المصانع التي تستخدم البناء المقاوم للحرائق في شروبشاير وديربيشاير في تسعينيات القرن التاسع عشر وبُني مصنع فيليب أند لي في سالفورد نحو 1801. اتخذت الأبنية المقاومة للحرائق شكل أعمدة وعوارض من الحديد الزهر التي انبثقت منها أقواس الرافعة، التي مُلئت بالرماد أو الرمل وغُطيت بأعلام حجرية أو ألواح أرضية. في بعض المصانع، أُزيلت الأخشاب أيضًا من هيكل السقف، الذي كان مدعومًا بدعامات من الحديد المصبوب أو المطاوع. وريثما فُهمت خصائص الحديد المصبوب بشكل صحيح، انهارت بعض المصانع التي شُيدت باستخدام التكنولوجيا المبكرة. في مانشيستر، أجرى إيتون هودجكينسون وويليام فيربيرن اختبارات مكثفة على الحديد الزهر مادةً هيكلية وذلك في أوائل عشرينيات القرن التاسع عشر. كان البناء المقاوم للحرائق مكلفًا، واستمر استخدام الأخشاب المكسوة أحيانًا بالجص أو المعدن طوال القرن التاسع عشر. أُدخلت العوارض الفولاذية المدلفنة والأرضيات الخرسانية المعززة بطريقة محدودة في ثمانينيات القرن التاسع عشر، لكن لم تُعتمد على نطاق واسع في مصانع لانكشاير حتى القرن العشرين.

### العوامل الأخرى
القطن حساس لدرجة الحرارة والرطوبة. تُستخدم أنظمة التدفئة أنابيب من الحديد المطاوع معلقة على ارتفاع 7 أقدام (2.1 متر) لحمل البخار تحت الضغط. في الصيف، هذا النظام بالكاد يُستخدم لكن في الشتاء تُشعل الغلايات قبل ساعتين من بدء التحول لتدفئة المصنع. عندما طُبقت الحرارة، انخفضت الرطوبة ونظام المرطبات، سواء كانت البخاخات التي تعمل نفاثة هواء مقابل نفاثة من الماء أو تلك التي تحقن خليط تيار/هواء في الغرفة.
استخدمت أنظمة مكافحة الحرائق المبكرة الرشاشات المزودة بالمياه الملتقطة على الأسطح المستوية في الخزانات الضحلة. امتلكت المصانع اللاحقة خزان مياه في أعلى برج الدرج. كان لابد من حماية مياه الرشاشات من التجمد والتبخر. فمن الضروري أن يكون ضغط الماء أعلى من 7 أرطال لكل بوصة مربعة، وأن يكون خزان الرأس على الأقل بارتفاع 15 قدمًا (4.6 م) فوق أعلى مرشة. وحدد توفير الضوء وخزانات المياه ونظام التدفئة هيكل وشكل المصنع